# NGC 2571
NGC 2571 (другие обозначения — OCL 701, ESO 431-SC5) — рассеянное скопление в созвездии Корма.
Этот объект входит в число перечисленных в оригинальной редакции «Нового общего каталога».
Большинство звёзд в скоплении являются кандидатами в звёзды с металлической линией (спектральные классы, вероятно, Am-Fm), а также NGC 2571 содержит разрыв вдоль его главной последовательности, который нельзя объяснить случайными процессами или «отклонением» членов скопления.